# محمد عبد السلام أبو سنينة
محمد عبد السلام أبوسنينة (1939-2002) واعظ ديني وأحد أبرز قرَّاء القرآن في ليبيا.

## سيرة حياته
حفظ أبو سنينة القرآن في سن مبكرة على يد الشيخ «مختار حورية» برواية قالون عن نافع المدني كما درس بمعهد أحمد باشا الديني والجامعة الإسلامية بمدينة البيضاء.

## دراستة
درّس بعض العلوم الإسلامية في مدرسة الفنون والصنائع الإسلامية (طرابلس)، ثم انتقل إلى التدريس في عدد من المدارس القرآنية في ذات المدينة، وساهم في عدد من المسابقات الدولية للقرآن. في العشرين السنة الأخيرة من عمره توجّه للوعظ والإرشاد، وقام بتسجيل ختمة برواية قالون عن نافع بدعم من جمعية الدعوة الإسلامية العالمية، وهي إحدى أهم التسجيلات الليبية للقرآن.

## وفاته
ويعد محمد أبوسنينة من أبرز قراء رواية قالون حتى على المستوى الدولي، كما أنه يتميز بإجادة المقامات والإلمام بعلومها، رغب في نهاية حياته في تسجيل ختمة برواية حفص، إلا أن ظروف المرض حالت دون ذلك. نقل إلى ألمانيا وتوفي فيها أثناء تلقيه للعلاج عام 2002.

## روابط خارجية
- محمد أبو سنينة على على موقع السبيل
- المصحف بصوت محمد أبو سنينة على موقع أرشيف الإنترنت
- سيرة محمد أبو سنينة على قناة ليبيا الأحرار